# モーターレンチ
モーターレンチ（モータレンチ、motor wrench）はレンチの一種。別称ではイギリス (English key、イギリスレンチ、イギリススパナ）と呼ばれることもある。「アジャスタブルレンチ」の元祖とも言われる。

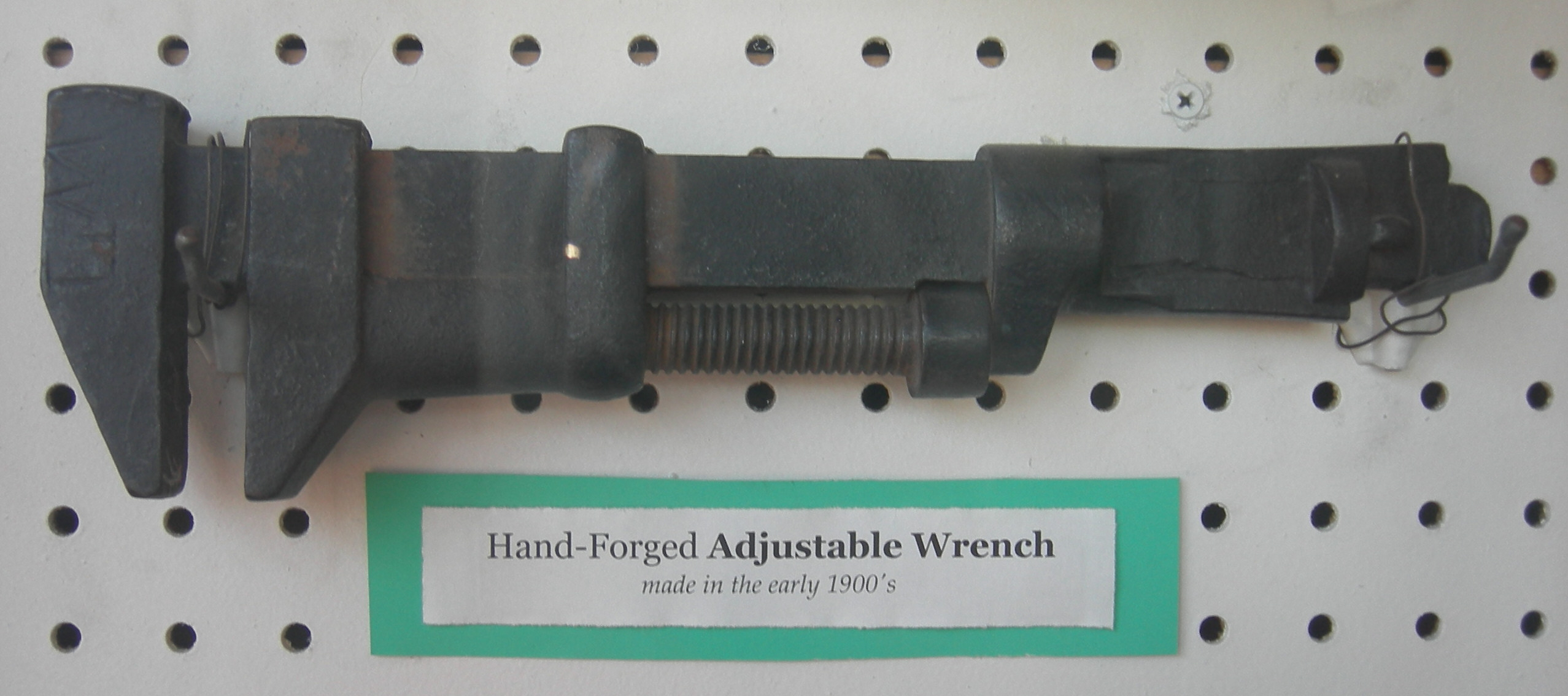
1900年代初期のモーターレンチ

## 使用用途と工具形態の進化
モンキーレンチが柄（ハンドル）に対して挟み部がオフセットしているのに比べ、モーターレンチは、あごの部分が柄に沿って平行に動くため大口径に対応出来るメリットがある。開発された当初は、モンキーレンチよりも早くから工業用工具として多用されてきた。呼びサイズ230ミリと280ミリがあり、本体が鍛造品で強度もある。
日本初のエンジニアリングプラスチック製のモーターレンチ（トップ工業製）もあったが現在販売されていない。
近年においては、配管工事業者が、水道、風呂、トイレなどの衛生器具配管時に使用する工具として用途が広がってきている。これらの配管は、圧力が大きく加わらないパッキンで配管の気密性を持たす構造となっており、多角形対辺寸法が大きなわりに締め付けトルクが小さい配管継手・取付けナットとなっており、その締め付け工事に使用する。
メッキ仕上げの衛生器具専用として、メッキに傷をつけにくいアルミ製モーターレンチを最初に商品化した（実用新案登録第3004664号）、北陽産業株式会社（販売・株式会社サンキー：ブランドSUNKEY）は、2002年倒産によりその商品は市場から無くなった。現在は、MCC（松阪鉄工所）がアルミ製モーターレンチを販売している。但しレンチ強度は、鋼製の物よりも小さい。
1996年になってこのニーズに対応した衛生器具取付け専用として、ハンドルをモンキーレンチと同じ方向とし材質をアルミとして軽量化、狭い所での使い勝手と締付けトルクを考慮から、全長を短くした商品名「アルミ製たて型モーターレンチ」（トラップレンチ trap wrench）をトップ工業（意匠登録第1014553号）が発売し、その後このタイプが衛生器具配管用の主流レンチとなる。
また、鋼製のモーターレンチも本体強度を下げる事無くハンドル柄部に窓抜きをした軽量化の改良が2001年MCC松阪鉄工所（意匠登録第1131192号）にて行なわれTOP（トップ工業）SUPERTOOL（スーパーツール）等の他メーカーも同様の改良を行なっている。操作方法については、モンキーレンチと同様で、荷重を加える方向が決まっている事、ナットをウォームの調節によりレンチを隙間無く取付ける事に注意を要する。
壁付き蛇口の取り外しには、水栓レンチと呼ばれる専用のレンチが使われる。レンチという名前であるが、金属製の棒を蛇口に引っかかるように曲げた工具で、蛇口と接する部分は傷を付けないようにゴムで覆われている。

## 主なメーカー
- トップ工業(TOP)、松阪鉄工所(MCC)、ロブテックス(LOBTEX)、スーパーツール(SUPERTOOL)